# حصن الكليبي (المفلحي)

تعديل مصدري - تعديل

حصن الكليبي هي إحدى قرى عزلة المفلحي بمديرية المفلحي التابعة لمحافظة لحج، بلغ تعداد سكانها 161 نسمة حسب تعداد اليمن لعام 2004.